# Numanice 2
Numanice 2 é o segundo álbum de estúdio em formato de pagode da cantora e compositora brasileira Ludmilla, lançado em 26 de janeiro de 2022 pela gravadora Warner Music Brasil. Dando continuidade ao projeto Numanice, iniciado em 2021, o álbum reforça a versatilidade da artista ao transitar entre o pop, o funk e o pagode. Numanice 2 inclui faixas autorais e regravações, e apresenta colaborações com artistas como Marília Mendonça, Péricles e Gloria Groove. O projeto foi amplamente elogiado pela crítica e consolidou Ludmilla como uma das principais vozes da nova geração do samba e pagode, recebendo certificações de vendas e conquistando destaque nas plataformas digitais. O sucesso do álbum resultou na turnê Numanice #2 Tour, que percorreu diversas cidades do Brasil.

## Antecedentes
Após anos de destaque no cenário do funk e do pop brasileiro, Ludmilla decidiu explorar novos caminhos musicais com o lançamento do projeto Numanice, em 2020, um EP de pagode com versões acústicas e faixas inéditas. O projeto foi bem recebido pelo público e pela crítica, destacando-se pela autenticidade e pela habilidade da cantora em transitar entre gêneros musicais.
O sucesso do EP motivou a gravação de um álbum ao vivo, Numanice: Ao Vivo, lançado em 2021, que contou com um show intimista no Museu do Amanhã, no Rio de Janeiro. Com esse projeto, Ludmilla consolidou seu espaço dentro do pagode contemporâneo e abriu caminho para uma nova fase de sua carreira. O impacto positivo e a demanda do público impulsionaram a criação de uma continuação: o álbum de estúdio Numanice 2, anunciado oficialmente no início de 2022.

## Produção
A produção de Numanice 2 foi liderada por Rafael Castilhol, parceiro frequente de Ludmilla em seus projetos de pagode, e contou com uma equipe especializada no gênero para garantir sonoridade autêntica e contemporânea. As gravações aconteceram em estúdios no Rio de Janeiro, com forte presença de instrumentos acústicos como cavaquinho, violão de sete cordas, pandeiro e tantã, buscando manter o caráter orgânico do pagode tradicional aliado à modernidade das produções atuais.
Ludmilla teve participação ativa em todo o processo criativo, desde a escolha do repertório até os arranjos e direções de voz. O álbum apresenta uma mistura de composições próprias e de autores renomados do pagode e do samba romântico, incluindo letras que abordam relacionamentos, autoestima e superação.
Entre os destaques da produção estão as participações especiais de artistas como Marília Mendonça (em uma faixa póstuma), Gloria Groove e Péricles, que contribuíram com vocais e imprimiram suas identidades musicais às colaborações.

## Estética e concepção visual
A estética visual de Numanice 2 foi cuidadosamente pensada para refletir a elegância e a sofisticação do pagode contemporâneo, mesclando referências tradicionais do samba com elementos modernos e urbanos. A identidade visual do projeto foi dirigida por Ludmilla em parceria com sua equipe criativa, e trouxe tons suaves como lavanda, branco e dourado, que remetem a leveza e sofisticação — uma marca registrada do conceito Numanice.
A capa do álbum mostra Ludmilla com um visual refinado, usando um vestido elegante e maquiagem leve, diante de um fundo etéreo com detalhes que evocam a atmosfera de um pôr do sol — remetendo à ideia de roda de samba ao ar livre e de celebração. Esse conceito visual também se estendeu aos videoclipes das faixas, que foram gravados em locações sofisticadas e com direção de arte voltada à estética clean e cinematográfica, muitas vezes com figurinos assinados por estilistas brasileiros.
Além da identidade visual, o projeto também buscou destacar o protagonismo negro na moda e na música, com uma equipe majoritariamente composta por profissionais pretos, desde a produção até o styling. Ludmilla destacou em entrevistas que a intenção era celebrar o pagode como um espaço de autoestima, empoderamento e expressão cultural.

## Lançamento e promoção
Numanice 2 foi oficialmente lançado em 26 de janeiro de 2022, nas principais plataformas digitais, sob o selo da Warner Music Brasil. O anúncio do álbum foi feito nas redes sociais da cantora, com uma estratégia de marketing que incluiu teasers audiovisuais, prévias de faixas e interações com os fãs por meio de vídeos curtos e conteúdos exclusivos.
Para divulgar o projeto, Ludmilla realizou diversas apresentações em programas de televisão e eventos especiais, incluindo uma performance ao vivo no programa Altas Horas, da TV Globo. Além disso, o lançamento foi acompanhado de uma série de vídeos no YouTube, apresentando versões ao vivo e bastidores do processo criativo.
A divulgação culminou com o anúncio da Numanice #2 Tour, uma turnê nacional com estrutura dedicada ao projeto de pagode, marcada por shows em grandes espaços e pela proposta de criar uma “feijoada/show” temática em algumas cidades, misturando gastronomia, moda e música. A proposta reforçou o conceito do projeto como uma celebração da cultura popular brasileira e ampliou o alcance do álbum entre diferentes públicos.

## Recepção crítica
Numanice 2 foi amplamente elogiado pela crítica especializada, sendo considerado um dos trabalhos mais maduros e consistentes da carreira de Ludmilla. Críticos destacaram a evolução da artista dentro do gênero pagode, a qualidade da produção musical e a coesão do repertório. O portal Tracklist classificou o álbum como “refinado e emocional”, elogiando especialmente a interpretação vocal de Ludmilla e a escolha das colaborações.
A revista Rolling Stone Brasil afirmou que o projeto consolida Ludmilla como uma das principais vozes do samba e pagode contemporâneos, destacando sua habilidade de unir tradição e inovação de forma orgânica. A publicação também ressaltou a importância do projeto como uma afirmação do protagonismo feminino e negro no cenário da música popular brasileira.
Críticos do portal G1 elogiaram a presença de faixas com forte apelo emocional e a diversidade temática do álbum, variando entre letras de superação, romance e autoestima.
O álbum também teve recepção positiva do público, sendo rapidamente alçado ao topo das plataformas de streaming no Brasil e ganhando certificações de vendas. Nas redes sociais, fãs e artistas consagrados celebraram o lançamento como um marco para o pagode moderno.

### Prêmios e indicações
| Ano  | Premiação                             | Categoria                    | Resultado | Ref.          |
| ---- | ------------------------------------- | ---------------------------- | --------- | ------------- |
| 2022 | Prêmio Multishow de Música Brasileira | Álbum do Ano                 | Indicado  | [ 26 ] [ 27 ] |
| 2022 | Grammy Latino                         | Melhor Álbum de Samba/Pagode | Venceu    | [ 28 ]        |

## Lista de faixas
Todas as faixas produzidas por Rafael Castilhol.
| Numanice #2 – Edição digital |                         |                                           |         |  |
| N.º                          | Título                  | Compositor(es)                            | Duração |  |
| 1.                           | "Meu Homem é Seu Homem" | Ludmilla                                  | 2:37    |  |
| 2.                           | "Me Arrepender"         | Ludmilla Bruno Gabryel                    | 2:19    |  |
| 3.                           | "212"                   | Ludmilla Jefferson Junior Umberto Tavares | 2:27    |  |
| 4.                           | "Cabelo Cacheado"       | Ludmilla                                  | 2:35    |  |
| 5.                           | "Maldivas"              | Ludmilla                                  | 2:44    |  |
| 6.                           | "Maria Joana"           | Ludmilla                                  | 2:34    |  |
| 7.                           | "Quem é Você"           | Ludmilla Castilhol                        | 2:51    |  |
| 8.                           | "Fora de Si"            | Ludmilla                                  | 2:25    |  |
| 9.                           | "Meu Desapego"          | Ludmilla Junior Tavares                   | 3:33    |  |
| 10.                          | "Eu Estive Aqui"        | Ludmilla Junior Tavares                   | 2:34    |  |
| Duração total:               | Duração total:          | Duração total:                            | 26:43   |  |

## Desempenho comercial
Numanice 2 teve um desempenho comercial expressivo, consolidando-se como um dos álbuns de pagode mais bem-sucedidos da década. Logo após seu lançamento, o álbum alcançou o topo das paradas de plataformas como Spotify Brasil e Apple Music, com todas as faixas entrando simultaneamente no Top 100 nacional do Spotify.
O álbum também rendeu a Ludmilla seu primeiro certificado de platina com um projeto inteiramente voltado ao pagode, reconhecido pela Pro-Música Brasil, graças às altas vendas digitais e ao volume de streamings. A faixa “Maldivas” tornou-se um dos maiores sucessos do disco, viralizando nas redes sociais e figurando entre as mais executadas nas rádios populares.
A turnê de divulgação do álbum, Numanice #2 Tour, também foi um sucesso comercial, com ingressos esgotados em diversas capitais brasileiras. Os shows se destacaram pela produção visual e pelo formato de “feijoada-show”, atraindo um público diverso e reforçando a popularidade do projeto além do meio digital.

## Turnê
Para promover o álbum Numanice 2, Ludmilla lançou a turnê intitulada Numanice #2 Tour, que percorreu diversas cidades brasileiras ao longo de 2022 e 2023. A turnê foi marcada por um formato inovador e temático, combinando elementos de show ao vivo com experiências gastronômicas, como a tradicional “feijoada com pagode”.
A proposta do evento era criar uma atmosfera de celebração e sofisticação, com cenários inspirados em rodas de samba e palcos decorados com flores, tons pastel e iluminação suave. Os shows aconteceram em espaços abertos e arenas, com estrutura premium que incluía áreas VIP, lounges e bares exclusivos.
A estreia aconteceu no Rio de Janeiro, com um show esgotado no dia 13 de maio de 2022. Em seguida, a turnê passou por cidades como São Paulo, Salvador, Brasília, Belo Horizonte e Recife, todas com grande público. Devido à alta demanda, Ludmilla anunciou datas extras em algumas capitais, além de shows internacionais em Portugal e nos Estados Unidos.
A Numanice #2 Tour foi considerada um marco na carreira da artista, tanto pela qualidade da produção quanto pela inovação no formato. A turnê ajudou a consolidar Numanice 2 como um fenômeno cultural e ampliou ainda mais a presença de Ludmilla no cenário musical brasileiro.

### Repertório
O repertório da turnê Numanice #2 foi centrado nas músicas do álbum Numanice, mesclando pagode, samba e MPB, além de versões pagode de sucessos anteriores da Ludmilla. A seleção de músicas buscou destacar a diversidade musical da artista e agradar o público presente em cada apresentação.
1. *Sou Eu
2. *Verdinha
3. *Clichê
4. *Deixa de Onda (com participação especial em algumas cidades)
5. *Fanfarrão
6. *Invocada
7. *Pagode da Lud
8. *A Boba Fui Eu
9. *Pior Que Eu
10. *Nasci Pra Vencer
11. *Cheguei
12. *Din Din Din (versão pagode)
13. *Não Encosta (versão pagode)
14. *Hoje
15. *Onda Diferente (às vezes com convidados)
16. *Garupa (versão acústica/pagode)
17. *Bom
18. *Favela Chegou (versão pagode)
19. *Não Pode Se Apaixonar
20. *Um Drink
21. *Fazendo Isso
22. *Numanice

### Datas
| Data                   | Cidade         | País   | Local                              |
| ---------------------- | -------------- | ------ | ---------------------------------- |
| 21 de julho de 2022    | Rio de Janeiro | Brasil | Museu do Amanhã                    |
| 14 de agosto de 2022   | Belo Horizonte | Brasil | Mirante Beagá                      |
| 27 de agosto de 2022   | Campinas       | Brasil | Fazenda Santa Margarida            |
| 3 de setembro de 2022  | Fortaleza      | Brasil | Colosso Fortaleza                  |
| 9 de outubro de 2022   | Curitiba       | Brasil | Pedreira Paulo Leminski            |
| 29 de outubro de 2022  | Recife         | Brasil | Arena Pernambuco                   |
| 12 de novembro de 2022 | Rio de Janeiro | Brasil | Sambódromo da Marquês de Sapucaí   |
| 28 de dezembro de 2022 | Maracaípe      | Brasil | Praia de Maracaípe                 |
| 3 de junho de 2023     | São Paulo      | Brasil | Centro Esportivo Tietê             |
| 11 de junho de 2023    | Porto Alegre   | Brasil | Parque Maurício Sirotski Sobrinho  |
| 8 de julho de 2023     | Rio de Janeiro | Brasil | Estádio Nilton Santos              |
| 22 de julho de 2023    | Salvador       | Brasil | Wet Eventos                        |
| 2 de setembro de 2023  | Fortaleza      | Brasil | Marina Park                        |
| 30 de setembro de 2023 | Belo Horizonte | Brasil | Arena Independência                |
| 7 de outubro de 2023   | Vitória        | Brasil | Praça do Papa                      |
| 14 de novembro de 2023 | Olinda         | Brasil | Centro de Convenções de Pernambuco |
| 18 de novembro de 2023 | Florianópolis  | Brasil | Stage Music Park                   |
| 25 de novembro de 2023 | Curitiba       | Brasil | White Hall Jockey Eventos          |
| 2 de dezembro de 2023  | São Paulo      | Brasil | Centro Esportivo Tietê             |
| 3 de dezembro de 2023  | São Paulo      | Brasil | Centro Esportivo Tietê             |
| 9 de dezembro de 2023  | Brasília       | Brasil | Estádio Mané Garrincha             |

## Histórico de lançamento
| País   | Data                  | Edição                          | Gravadora |
| ------ | --------------------- | ------------------------------- | --------- |
| Brasil | 26 de janeiro de 2022 | Download digital, streaming, CD | Warner    |